# Atletismo na Universíada de Verão de 1993
O atletismo na Universíada de Verão de 1993 foi disputado em Buffalo, Estados Unidos da América entre 8 e 18 de agosto de 1993.

## Medalhistas
Esses foram os resultados dos medalhistas do atletismo na Universíada de Verão de 1993:

### Masculino
| Evento                   | Ouro                                                                      | Ouro            | Prata                                                                  | Prata           | Bronze                                                         | Bronze          |
| Provas de pista          | Provas de pista                                                           | Provas de pista | Provas de pista                                                        | Provas de pista | Provas de pista                                                | Provas de pista |
| ------------------------ | ------------------------------------------------------------------------- | --------------- | ---------------------------------------------------------------------- | --------------- | -------------------------------------------------------------- | --------------- |
| 100m                     | NGR Daniel Effiong                                                        | 10s07           | USA Sam Jefferson                                                      | 10s13           | CAN Glenroy Gilbert                                            | 10s14           |
| 200m                     | USA B.Bridgewater                                                         | 20s14           | USA Chris Nelloms                                                      | 20s17           | CUB I.García Sanchez                                           | 20s55           |
| 400m                     | GHA Ibrahim Hassan                                                        | 45s87           | JAM Evan Clarke                                                        | 46s27           | JAM Danny Macfarlane                                           | 46s60           |
| 800m                     | NED Marko Koers                                                           | 1m48s57         | RUS Oleg Stepanov                                                      | 1m49s50         | GER Nico Motchebon                                             | 1m49s52         |
| 1.500m                   | FRA Ab.K.Chiekhemani                                                      | 3m46s32         | USA Bill Burke                                                         | 3m46s33         | GBR Gary Lough                                                 | 3m46s77         |
| 5.000m                   | MAR Khalid Khannouchi                                                     | 14m05s33        | RUS Serguei Fetodov                                                    | 14m06s15        | JPN Toshinari Takaoka                                          | 14m06s21        |
| 10.000m                  | ESP Antonio Serrano                                                       | 28m16s16        | JPN Yasuyuki Watanabe                                                  | 28m17s26        | ITA Vicenzo Modica                                             | 28m17s73        |
| 110 metros com barreiras | GER Ditmar Koszewski                                                      | 13s48           | USA Glenn Terry                                                        | 13s58           | GRE Stylianos Bisbas                                           | 13s72           |
| 400 metros com barreiras | USA Derick Adkins                                                         | 49s35           | JPN Yoshihiko Saito                                                    | 49s61           | HUN Dusan Kovács                                               | 50s01           |
| 3.000m com obstáculos    | AUT M.Buchleitner                                                         | 8m30s82 (UR)    | RUS Vladimir Pronine                                                   | 8m32s03         | ETH Bizuneh Yaetura                                            | 8m32s07         |
| 4 x 100m                 | USA Estados Unidos Brian Bridgewater David Oaks Tony Miller Sam Jefferson | 38s65           | JPN Japão Saturu Inuoe Tatsuo Sugimoto Hideaki Miyata Hisatsugu Suzuki | 38s97           | CUB Cuba Joel Gonzales Joel Lamela Jorge Aguilera Ivan Sanchez | 39s30           |
| 4 x 400m                 | USA Estados Unidos Chris Jones Aaron Payne Kevin Lyles Scott Turner       | 3m02s34         | JPN Japão Shigekazu Omori Seiji Inagaki Yoshihiko Saito Masayoshi Kan  | 3m03s21         | HUN Hungria David Sofay Dusan Kovács Lazslo Kiss Miklos Arpasi | 3m04s27         |
| Provas de estrada        |                                                                           |                 |                                                                        |                 |                                                                |                 |
| 20 km marcha atlética    | POL Robert Korzeniowski                                                   | 1h22m01         | MEX Garcia-Cordova                                                     | 1h22m58         | MEX Segura-Rivera                                              | 1h24m11         |
| Maratona                 | KEN A.Nanyisa                                                             | 2h12m19         | KOR Kin Wan Ki                                                         | 2h15m35         | KOR Hyung J                                                    | 2h15m53         |
| Provas de campo          |                                                                           |                 |                                                                        |                 |                                                                |                 |
| Salto em altura          | USA Tony Barton                                                           | 2,30m           | IOP Stevan Zoric                                                       | 2,30m           | UKR Ruslan StipanovESP Arturo Ortíz                            | 2,26m           |
| Salto com vara           | HUN Istvan Bagyula                                                        | 5,70m           | ITA Alberto Giaccheto                                                  | 5,60m           | FRA Jean Galfione                                              | 5,60m           |
| Salto em distância       | USA Streete-Thompson                                                      | 8,22m           | NGR O Eregbu                                                           | 8,18m           | UKR V.Kirilenko                                                | 8,04m           |
| Salto triplo             | GBR T. Fasinro                                                            | 16,91m          | KAZ Oleg Sakirkin                                                      | 16,89m          | GBR J.Golley                                                   | 16,88m          |
| Lançamento de peso       | UKR A.Klimenko                                                            | 19,72m          | ITA P.dal Soglio                                                       | 19,64m          | USA C.Vogenal                                                  | 19,54m          |
| Lançamento de disco      | CUB Esteve Elisade                                                        | 62,98m          | NGR A.Olukuju                                                          | 62,92m          | IRL N. Sweeney                                                 | 62,52m          |
| Lançamento de martelo    | UKR V.Kolesnik                                                            | 77 m            | HUN B.Kiss                                                             | 76,88m          | FRA C.Epalle                                                   | 76,80m          |
| Lançamento de dardo      | RSA L.Fouche                                                              | 79,64m          | USA E.Kaminski                                                         | 77,52m          | FIN Markko Parviainen                                          | 77,14m          |
| Eventos combinados       |                                                                           |                 |                                                                        |                 |                                                                |                 |
| Decatlo                  | FRA Sebastian Levicq                                                      | 7.874 pts       | EST Indrek Kaseorg                                                     | 7.864 pts       | USA Darrin Steele                                              | 7.653 pts       |

### Feminino
| Evento                   | Ouro                                                                             | Ouro            | Prata                                                                         | Prata           | Bronze                                                                    | Bronze          |
| Provas de pista          | Provas de pista                                                                  | Provas de pista | Provas de pista                                                               | Provas de pista | Provas de pista                                                           | Provas de pista |
| ------------------------ | -------------------------------------------------------------------------------- | --------------- | ----------------------------------------------------------------------------- | --------------- | ------------------------------------------------------------------------- | --------------- |
| 100m                     | JAM Dahlia Duhaney                                                               | 11s56           | CUB Liliana Allen                                                             | 11s57           | NGR Beatrice Utondu                                                       | 11s59           |
| 200m                     | USA Flirtisha Harris                                                             | 22s56           | JAM Kadi-Ann Thomas                                                           | 22s79 (PB)      | TPE Huei-Chen Wang                                                        | 22s80           |
| 400m                     | USA Michelle Collins                                                             | 52s01           | USA Youlanda Warren                                                           | 52s18           | CUB N.Maclean Ferrera                                                     | 52s84           |
| 800m                     | USA Amy Wickus                                                                   | 2m03s72         | RUS Inez Turner                                                               | 2m04s14         | ROM Daniela Antipov                                                       | 2m04s75         |
| 1.500m                   | GBR Lynne Robinson                                                               | 4m12s03         | USA Juli Speights                                                             | 4m12s43         | CAN Sarah Howell                                                          | 4m13s30         |
| 3.000m                   | USA Claire Eichner                                                               | 09m04s32 (UR)   | ROM Iulia Ionescu                                                             | 09m05s10        | USA Rosalind Taylor                                                       | 09m06s25        |
| 10.000m                  | ROM Iulia Negura                                                                 | 32m22s09        | IOP Suzana Ciric                                                              | 32m26s68        | ROM Camelia Tetic                                                         | 33m29s18        |
| 100 metros com barreiras | USA Down Bowles                                                                  | 13s16           | USA Marsha Guialdo                                                            | 13s24           | MAD N.Ramalalanirina                                                      | 13s28           |
| 400 metros com barreiras | GER Heike Meissner                                                               | 56s10           | JAM Kebbie Parris                                                             | 56s11           | USA Trevaia Williams                                                      | 56s57           |
| 4 x 100m                 | USA Estados Unidos Crystal Braddock Cryste Gaines Flirtisha Harris Cheryl Taplin | 43s37           | NGR Nigéria Mary Tombiri Faith Idehen Christy Opra Nongnuch Sanrat            | 44s25           | CAN Canadá Katie Anderson Dione Wright Dena Burrows France Garreau        | 45s20           |
| 4 x 400m                 | USA Estados Unidos Michelle Collins Crystal Irving Maciel Malone Youlanda Warren | 3m26s18         | CUB Cuba N.Maclean Ferrera O.Limonta Gourget I.Bonne Rauseauk O.Ramirez Arure | 3m28s95         | NGR Nigéria Onyinye Chikezie Omotayo Akinremi Bisi Afolabi Taite Akinremi | 3m34s97         |
| Provas de estrada        |                                                                                  |                 |                                                                               |                 |                                                                           |                 |
| 10 km marcha atlética    | CHN Y.Long                                                                       | 46m16s75        | UKR O.Leonenko                                                                | 46m17s10        | RUS L.Ramazova                                                            | 46m18s47        |
| Maratona                 | JPN N.Kawaguchi                                                                  | 2h37m47         | ITA F.Fiacconi                                                                | 2h38m44         | JPN N.Otani                                                               | 2h40m17         |
| Provas de campo          |                                                                                  |                 |                                                                               |                 |                                                                           |                 |
| Salto em altura          | USA T.Hughes                                                                     | 1,95m           | LTU N.Zilinskiene                                                             | 1,95m           | UKR L.Hryhorenko                                                          | 1,95m           |
| Salto em distância       | ROM Dulgheru M.                                                                  | 6,69m           | CAN Monar-Enweani                                                             | 6,57m           | BAH D.Saunders                                                            | 6,53m           |
| Salto triplo             | CUB Amaro Montalvo                                                               | 14,16m          | TCH S.Kasparova                                                               | 14,00m          | ROM M.Toth                                                                | 13,96m          |
| Lançamento de peso       | CHN T.Zhou                                                                       | 19,17m          | CUB B.Lasa Muñoz                                                              | 18,48m          | GER K.Koch                                                                | 16,70m          |
| Lançamento de disco      | POL R.Katewicz                                                                   | 62,40m          | GBR J.Mckernan                                                                | 60,47m          | GER A.Glundler                                                            | 60,56m          |
| Lançamento de dardo      | KOR Y.Lee                                                                        | 58,62m          | GER T.Damaske                                                                 | 57,68           | CAN V.Tulloch                                                             | 56,52m          |
| Eventos combinados       |                                                                                  |                 |                                                                               |                 |                                                                           |                 |
| Heptatlo                 | POL U.Wlodarczyk                                                                 | 6.127           | GER B.Gautzsch                                                                | 5.934           | USA K.Blair                                                               | 5.926           |

## Quadro de medalhas
| Ordem | País                                      | Medalha de ouro | Medalha de prata | Medalha de bronze |     |
| ----- | ----------------------------------------- | --------------- | ---------------- | ----------------- | --- |
| 1     | USA Estados Unidos                        | 14              | 8                | 5                 | 27  |
| 2     | POL Polônia                               | 3               |                  |                   | 3   |
| 3     | CUB Cuba                                  | 2               | 3                | 3                 | 8   |
| 4     | GER Alemanha                              | 2               | 2                | 3                 | 7   |
| 5     | ROM Romênia                               | 2               | 1                | 3                 | 6   |
|       | UKR Ucrânia                               | 2               | 1                | 3                 | 6   |
| 7     | GBR Grã-Bretanha                          | 2               | 1                | 2                 | 5   |
| 8     | FRA França                                | 2               |                  | 2                 | 4   |
| 9     | CHN China                                 | 2               |                  |                   | 2   |
| 10    | JPN Japão                                 | 1               | 4                | 2                 | 7   |
| 11    | NGR Nigéria                               | 1               | 3                | 2                 | 6   |
| 12    | JAM Jamaica                               | 1               | 3                | 1                 | 5   |
| 13    | HUN Hungria                               | 1               | 1                | 2                 | 4   |
| 14    | KOR Coreia do Sul                         | 1               | 1                | 1                 | 3   |
| 15    | ESP Espanha                               | 1               |                  | 1                 | 2   |
| 16    | RSA África do Sul                         | 1               |                  |                   | 1   |
|       | AUT Áustria                               | 1               |                  |                   | 1   |
|       | GHA Gana                                  | 1               |                  |                   | 1   |
|       | MAR Marrocos                              | 1               |                  |                   | 1   |
|       | NED Países Baixos                         | 1               |                  |                   | 1   |
|       | KEN Quênia                                | 1               |                  |                   | 1   |
| 22    | RUS Rússia                                |                 | 4                | 1                 | 5   |
| 23    | ITA Itália                                |                 | 3                | 1                 | 4   |
| 24    | IOP Participantes Olímpicos Independentes |                 | 2                |                   | 2   |
| 25    | CAN Canadá                                |                 | 1                | 4                 | 5   |
| 26    | MEX México                                |                 | 1                | 1                 | 2   |
| 27    | KAZ Cazaquistão                           |                 | 1                |                   | 1   |
|       | EST Estônia                               |                 | 1                |                   | 1   |
|       | LTU Lituânia                              |                 | 1                |                   | 1   |
|       | CZE Chéquia                               |                 | 1                |                   | 1   |
| 31    | BAH Bahamas                               |                 |                  | 1                 | 1   |
|       | ETH Etiópia                               |                 |                  | 1                 | 1   |
|       | FIN Finlândia                             |                 |                  | 1                 | 1   |
|       | GRE Grécia                                |                 |                  | 1                 | 1   |
|       | IRL Irlanda                               |                 |                  | 1                 | 1   |
|       | MAD Madagascar                            |                 |                  | 1                 | 1   |
|       | TPE Taipé Chinês                          |                 |                  | 1                 | 1   |
| TOTAL | TOTAL                                     | 43              | 43               | 43                | 129 |

Legenda
| Recorde mundial        | Recorde mundial (World record)               |                       | Recorde africano                      | Recorde africano (African) |                                           | Q | Classificado por posição (Qualified) |
| Recorde da Universíada | Recorde da Universíada (Universiade record)  | Recorde da América    | Recorde da América (Americas)         | q                          | Classificado por melhor tempo (Qualified) |   |                                      |
| Melhor marca do ano    | Melhor marca do ano (World leading)          | Recorde asiático      | Recorde asiático (Asian)              | DNS                        | Não largou (Did not start)                |   |                                      |
| Recorde nacional       | Recorde nacional (National record)           | Recorde europeu       | Recorde europeu (European)            | DNF                        | Não terminou (Did not finish)             |   |                                      |
| Recorde pessoal        | Recorde pessoal do atleta (Personal best)    | Recorde da Oceania    | Recorde da Oceania (Oceania)          | DSQ / DQ                   | Desclassificado (Disqualified)            |   |                                      |
| Recorde da temporada   | Recorde da temporada do atleta (Season best) | Recorde sul-americano | Recorde sul-americano (South America) | NM                         | Sem marca (No mark)                       |   |                                      |